# Harlapur, Parasgad
Harlapur là một làng thuộc tehsil Parasgad, huyện Belgaum, bang Karnataka, Ấn Độ.